# Epicrionops petersi
Epicrionops petersi é uma espécie de gimnofiono da família Rhinatrematidae.
Pode ser encontrada nos seguintes países: Equador, Peru, possivelmente Brasil e possivelmente em Colômbia.
Os seus habitats naturais são: florestas subtropicais ou tropicais húmidas de baixa altitude, regiões subtropicais ou tropicais húmidas de alta altitude, rios e rios intermitentes.